# Elecciones presidenciales de Cabo Verde de 2001
Las elecciones presidenciales de Cabo Verde de 2001 se llevaron a cabo el 11 de febrero de 2001, en primera vuelta, con una segunda vuelta el 25 de febrero después de que ningún candidato obtuviera la mayoría necesaria.
El Presidente António Mascarenhas Monteiro no pudo presentarse a la reelección, pues ya había cumplido dos períodos en el cargo. Finalmente, Pedro Pires, del Partido Africano de la Independencia de Cabo Verde (el cual había sido partido único del país entre 1975 y 1990), y hasta entonces Primer ministro del país, derrotó en segunda vuelta a Carlos Veiga, del Movimiento para la Democracia, por tan solo 12 votos exactos de más, en una elección sumamente cerrada, en la que ambos candidatos recibieron el 50%. La participación electoral en la primera vuelta fue bastante baja, del 51.68% del electorado, y en la segunda vuelta aumentó al 58.95%.
Pires asumió el cargo oficialmente el 22 de marzo.

## Antecedentes
En 1990, tras quince años de gobierno de partido único del Partido Africano de la Independencia de Cabo Verde (PAICV), este abandonó el marxismo-leninismo como ideología oficial, convirtiéndose en un partido socialdemócrata, y convocó a elecciones multipartidistas para 1991, en las cuales el Movimiento para la Democracia (MpD), de tendencia centrista o centroderechista, obtuvo una amplísima victoria, convirtiendo a Carlos Veiga en jefe de gobierno. Semanas después, el candidato del partido, António Mascarenhas Monteiro fue elegido presidente con un triunfo aplastante. El PAICV pasó a ser el principal partido de la oposición en un sistema democrático. En 1995, el MpD obtuvo otro triunfo abrumador en las elecciones parlamentarias, lo que provocó que el PAICV no presentara un candidato presidencial, y Monteiro fuera reelegido sin oposición.
Los diez años de gobierno del MpD se caracterizaron por la traumática transición de un sistema económico planificado a uno de mercado, mediante medidas consideradas neoliberales, provocando un empobrecimiento de la población pese al crecimiento sostenido del país. A mediados de 2000, Pedro Pires, que había sido Primer ministro durante el gobierno del PAICV, renunció como líder del partido, entregando el cargo al joven José María Neves, con la intención de presentarse para la presidencia. Su candidatura fue anunciada por el partido el 5 de septiembre de 2000. Veiga renunció al cargo de Primer ministro el 28 de julio de ese mismo año, con la misma intención de presentarse como candidato en las presidenciales.
El nuevo liderazgo del PAICV, sumado a la pérdida de popularidad del gobierno del MpD, provocaron una sorpresiva victoria para el socialismo en las elecciones parlamentarias, llevando a Neves al cargo de Primer ministro. De este modo, el interés en las elecciones presidenciales aumentó, sobre todo en los sectores más derechistas, que veían con temor que los socialistas obtuvieran el control de todas las instituciones del estado. Las elecciones presidenciales fueron mucho más cerradas que las parlamentarias precisamente por la creencia generalizada de que, si el PAICV no veía recortado su poder, el país caería nuevamente en el autoritarismo.

## Primera vuelta

### Realización y resultados
La primera vuelta se realizó el 11 de febrero con una participación relativamente baja, rebasando ligeramente el 50% del electorado registrado. Esto se debió, según estimaciones de la Comisión Electoral Nacional, a un agotamiento de los votantes, al haberse realizado las elecciones parlamentarias tan solo unas semanas atrás. Pires obtuvo una estrecha mayoría simple con el 46.52% de los votos, superando a Veiga por menos de 930 votos, teniendo este el 45.83%. Muy alejado lo seguía Fonseca, con poco más de 5.000 votos, y Almada, con 4.989. Se programó entonces un balotaje ente Pires y Veiga, destinado a realizarse el 25 de febrero.
|  | 46.52 % |

|  | 45.83 % |

|  | 3.88 % |

|  | 3.77 % |

|  | 51.68 % |

### Resultado por municipio
Veiga triunfó en la mayoría de los municipios del país, obteniendo porcentajes que en algunos casos superaban el 60%, mientras que Pires ganó en tan solo cinco municipios, pero obtuvo un decisivo triunfo en Praia, la capital y ciudad más poblada del país, y fue ampliamente apoyado por los caboverdianos que votaron en el extranjero, aunque la participación en este sector fue la más baja, con solo el 26% de los migrantes presentando sufragio.
| Municipio                         | Municipio      |                   |                   |                  |                  |                      |                      |                      |                      |        | Votos válidos | Votos nulos | Votos en total | Registrados | Participación |
| Municipio                         | Municipio      |                   |                   |                  |                  |                      |                      |                      |                      |        | Votos válidos | Votos nulos | Votos en total | Registrados | Participación |
| Municipio                         | Municipio      | Pedro Pires PAICV | Pedro Pires PAICV | Carlos Veiga MpD | Carlos Veiga MpD | Jorge C. Fonseca ADC | Jorge C. Fonseca ADC | David H. Almada Ind. | David H. Almada Ind. |        | Votos válidos | Votos nulos | Votos en total | Registrados | Participación |
| Municipio                         | Municipio      | Votos             | %                 | Votos            | %                | Votos                | %                    | Votos                | %                    |        | Votos válidos | Votos nulos | Votos en total | Registrados | Participación |
| Boa Vista                         | Boa Vista      | 695               | 45.37%            | 724              | 47.26%           | 41                   | 2.68%                | 72                   | 4.70%                | 1.532  | 22            | 1.554       | 2.325          | 66.8%       |               |
| Brava                             | Brava          | 1.099             | 42.86%            | 1.270            | 49.53%           | 142                  | 5.54%                | 53                   | 2.07%                | 2.564  | 24            | 2.588       | 4.470          | 57.9%       |               |
| Maio                              | Maio           | 812               | 37.18%            | 1.194            | 54.67%           | 81                   | 3.71%                | 97                   | 4.44%                | 2.184  | 23            | 2.207       | 3.422          | 64.5%       |               |
| Mosteiros                         | Mosteiros      | 2.367             | 65.22%            | 1.227            | 33.81%           | 22                   | 0.61%                | 13                   | 0.36%                | 3.629  | 33            | 3.662       | 5.241          | 69.9%       |               |
| Paúl                              | Paúl           | 1.368             | 40.04%            | 1.978            | 57.89%           | 53                   | 1.55%                | 18                   | 0.53%                | 3.417  | 43            | 3.460       | 4.777          | 72.4%       |               |
| Porto Novo                        | Porto Novo     | 2.521             | 42.45%            | 3.209            | 54.03%           | 112                  | 1.89%                | 97                   | 1.63%                | 5.939  | 111           | 6.050       | 9.525          | 63.5%       |               |
| Praia                             | Praia          | 15.526            | 51.92%            | 12.152           | 40.63%           | 1.306                | 4.37%                | 992                  | 3.08%                | 29.906 | 219           | 30.125      | 54.040         | 55.7%       |               |
| Ribeira Grande                    | Ribeira Grande | 2.856             | 36.34%            | 4.237            | 53.91%           | 642                  | 8.17%                | 125                  | 1.59%                | 7.860  | 154           | 8.014       | 12.541         | 63.9%       |               |
| Sal                               | Sal            | 1.767             | 48.46%            | 1.523            | 41.77%           | 58                   | 1.59%                | 298                  | 8.17%                | 3.646  | 27            | 3.673       | 6.841          | 53.7%       |               |
| Santa Catarina                    | Santa Catarina | 4.241             | 39.74%            | 5.433            | 50.91%           | 352                  | 3.30%                | 645                  | 6.04%                | 10.671 | 207           | 10.878      | 25.050         | 43.4%       |               |
| Santa Cruz                        | Santa Cruz     | 4.914             | 51.76%            | 4.067            | 42.84%           | 199                  | 2.10%                | 314                  | 3.31%                | 9.494  | 99            | 9.593       | 16.567         | 57.9%       |               |
| São Domingos                      | São Domingos   | 1.278             | 31.06%            | 2.461            | 59.81%           | 133                  | 3.23%                | 243                  | 5.91%                | 4.115  | 67            | 4.182       | 6.775          | 61.7%       |               |
| São Filipe                        | São Filipe     | 5.584             | 67.67%            | 2.392            | 28.99%           | 218                  | 2.64%                | 58                   | 0.70%                | 8.252  | 72            | 8.324       | 14.501         | 57.4%       |               |
| São Miguel                        | São Miguel     | 1.111             | 28.70%            | 2.444            | 63.14%           | 124                  | 3.20%                | 192                  | 4.96%                | 3.871  | 87            | 3.958       | 8.246          | 48.0%       |               |
| Ribeira Brava                     | Ribeira Brava  | 1.111             | 29.18%            | 2.444            | 61.80%           | 37                   | 0.80%                | 379                  | 8.22%                | 4.610  | 90            | 4.700       | 8.653          | 54.3%       |               |
| São Vicente                       | São Vicente    | 8.662             | 44.45%            | 8.937            | 45.86%           | 1.158                | 5.94%                | 729                  | 3.74%                | 19.486 | 411           | 19.897      | 40.248         | 49.4%       |               |
| Tarrafal                          | Tarrafal       | 1.278             | 30.04%            | 2.699            | 63.43%           | 84                   | 1.97%                | 194                  | 4.56%                | 4.255  | 97            | 4.352       | 8.992          | 48.4%       |               |
| Extranjero                        | Extranjero     | 4.222             | 59.76%            | 1.923            | 27.22%           | 380                  | 5.38%                | 540                  | 7.64%                | 7.065  | 213           | 7.278       | 28.007         | 26.0%       |               |
| Fuente: African Election Database |                |                   |                   |                  |                  |                      |                      |                      |                      |        |               |             |                |             |               |

## Segunda vuelta

### Realización y resultados
La segunda vuelta tuvo lugar el 25 de febrero, aumentándose ligeramente la participación con respecto a la primera vuelta, lo cual sin embargo no cambió el nivel de competitividad entre ambos candidatos. Los resultados se anunciaron a los pocos días, mostrando un cerradísimo triunfo para Pires, que obtuvo tan solo doce votos exactos más que Veiga, prácticamente sin diferencia de porcentajes.
|  | 50.01 % |

|  | 49.99 % |

|  | 58.95 % |

### Resultado por municipio
Desde el punto de vista municipal, tanto Veiga como Pires obtuvieron casi los mismos resultados que en la primera vuelta, solo que esta vez Pires triunfó con el 51% de los votos en el municipio de São Vicente, donde antes había triunfado Veiga con poco más del 45%. Pires triunfó también en el extranjero, solo que en esta ocasión la participación aumentó ligeramente, pero siguió siendo muy baja (32%).
| Municipio                         | Municipio      |                   |                   |                  |                  |        | Votos válidos | Votos nulos | Votos en total | Registrados | Participación |
| Municipio                         | Municipio      |                   |                   |                  |                  |        | Votos válidos | Votos nulos | Votos en total | Registrados | Participación |
| Municipio                         | Municipio      | Pedro Pires PAICV | Pedro Pires PAICV | Carlos Veiga MpD | Carlos Veiga MpD |        | Votos válidos | Votos nulos | Votos en total | Registrados | Participación |
| Municipio                         | Municipio      | Votos             | %                 | Votos            | %                |        | Votos válidos | Votos nulos | Votos en total | Registrados | Participación |
| Boa Vista                         | Boa Vista      | 811               | 48.22%            | 871              | 51.78%           | 1.682  | 17            | 1.699       | 2.325          | 73.1%       |               |
| Brava                             | Brava          | 1.343             | 49.41%            | 1.375            | 50.59%           | 2.718  | 21            | 2.739       | 4.470          | 61.3%       |               |
| Maio                              | Maio           | 953               | 39.07%            | 1.486            | 60.93%           | 2.439  | 20            | 2.459       | 3.422          | 71.9%       |               |
| Mosteiros                         | Mosteiros      | 2.527             | 64.53%            | 1.389            | 35.47%           | 3.916  | 25            | 3.941       | 5.241          | 75.2        |               |
| Paúl                              | Paúl           | 1.549             | 42.10%            | 2.130            | 57.90%           | 3.679  | 27            | 3.706       | 4.777          | 77.6%       |               |
| Porto Novo                        | Porto Novo     | 2.973             | 45.06%            | 3.625            | 54.94%           | 6.598  | 57            | 6.655       | 9.525          | 69.9%       |               |
| Praia                             | Praia          | 17.669            | 53.21%            | 15.540           | 46.79%           | 33.209 | 275           | 33.484      | 54.015         | 62.0%       |               |
| Ribeira Grande                    | Ribeira Grande | 3.646             | 41.38%            | 5.164            | 58.62%           | 8.810  | 146           | 8.956       | 12.540         | 71.4%       |               |
| Sal                               | Sal            | 2.473             | 56.01%            | 1.942            | 43.99%           | 4.415  | 59            | 4.474       | 6.842          | 65.4%       |               |
| Santa Catarina                    | Santa Catarina | 5.900             | 46.90%            | 6.679            | 53.10%           | 12.579 | 190           | 12.769      | 25.050         | 51.0%       |               |
| Santa Cruz                        | Santa Cruz     | 5.543             | 52.69%            | 4.978            | 47.31%           | 10.521 | 86            | 10.607      | 16.576         | 64.0%       |               |
| São Domingos                      | São Domingos   | 1.497             | 32.10%            | 3.167            | 67.90%           | 4.664  | 42            | 4.706       | 6.775          | 69.5%       |               |
| São Filipe                        | São Filipe     | 6.263             | 67.61%            | 3.000            | 32.39%           | 9.263  | 73            | 9.336       | 14.504         | 64.4%       |               |
| São Miguel                        | São Miguel     | 1.467             | 33.86%            | 2.866            | 66.14%           | 4.333  | 60            | 4.393       | 8.246          | 53.3%       |               |
| Ribeira Brava                     | Ribeira Brava  | 1.878             | 37.04%            | 3.192            | 62.96%           | 5.070  | 81            | 5.151       | 8.652          | 59.5%       |               |
| São Vicente                       | São Vicente    | 12.204            | 51.47%            | 11.508           | 48.53%           | 23.712 | 328           | 24.040      | 40.204         | 59.8%       |               |
| Tarrafal                          | Tarrafal       | 1.676             | 33.14%            | 3.381            | 66.86%           | 5.057  | 77            | 9.041       | 5.134          | 56.8%       |               |
| Extranjero                        | Extranjero     | 5.455             | 60.77%            | 3.522            | 39.23%           | 8.977  | 180           | 9.157       | 28.004         | 32.7%       |               |
| Fuente: African Election Database |                |                   |                   |                  |                  |        |               |             |                |             |               |

## Reacciones
Pires celebró su victoria, y afirmó que era para él un honor "haber recuperado la confianza del pueblo caboverdiano". Sin embargo, Veiga no reconoció los resultados y el MpD denunció que el gobierno del PAICV, asumido tras las elecciones parlamentarias, había cometido fraude. Se realizó un recuento que constató la victoria de Pires, de todas formas. De ese modo, Pires fue proclamado ganador el 6 de marzo y asumió el cargo el día 22, dos semanas más tarde. Debido a que no reconocían los resultados, la oposición boicoteó la toma de posesión de Pires.